# Pomadasys ramosus
Pomadasys ramosus är en fiskart som först beskrevs av Poey, 1860.  Pomadasys ramosus ingår i släktet Pomadasys och familjen Haemulidae. Inga underarter finns listade i Catalogue of Life.